# Lebeckia macowanii
Lebeckia macowanii là một loài thực vật có hoa trong họ Đậu. Loài này được T.M.Salter miêu tả khoa học đầu tiên.